# Aristolochia chilensis
Aristolochia chilensis,  la oreja de zorro,  endémico de Chile y crece desde Copiapó a Santiago (III a RM región), entre los 5 a 1500 m s. n. m.,  habitando zonas abiertas.

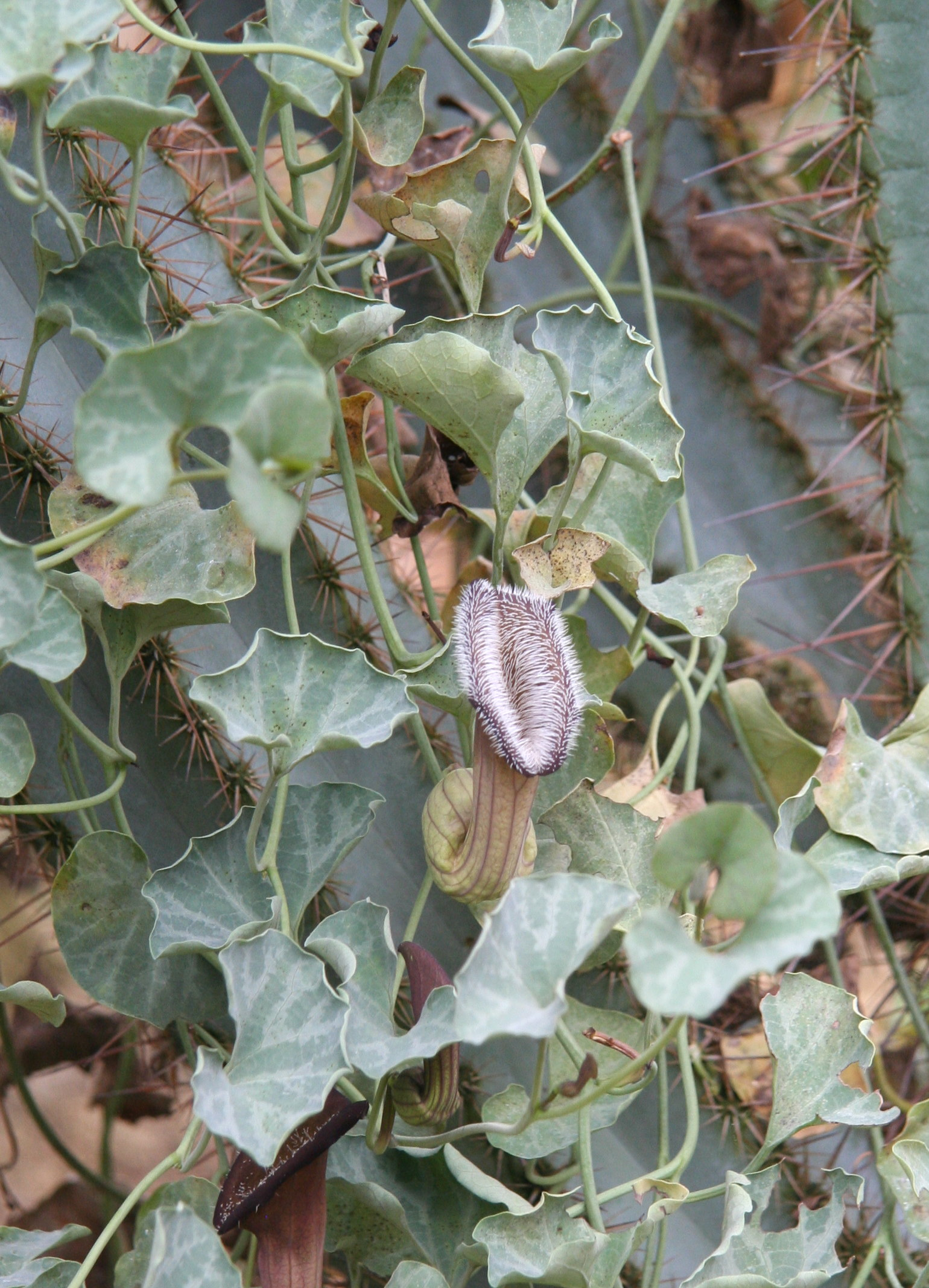
Planta en su hábitat

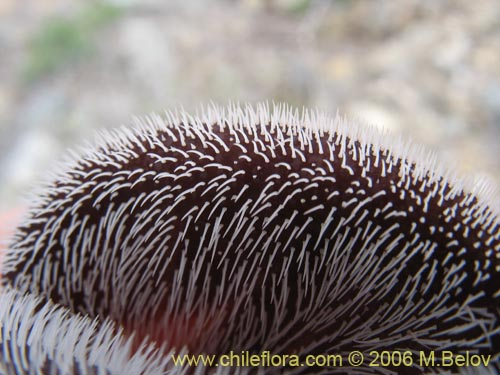
Detalle de la flor

## Características
Es una hierba trepadora, de tallos estriados amarillos o rojizos de 40-100 cm de largos. Los tallos trepadores tienen hojas alternas en forma de búmeran. Las flores pueden ser de color amarillento o marrón-púrpura y emiten un olor desagradable que atrae a las moscas que la polinizan. Las flores actúan como una trampa de polinización, presentando pelos en la flor que se dirigen hacia abajo, similar a los de las plantas carnívoras; con lo cual impiden la salida de las moscas. Una vez atrapada dentro del utriculo (una estructura en forma de saco de la flor), el polen de los estambres se deposita en las moscas; y el polen que trajeron con ellas se deposita sobre el estigma al entrar. Dentro de la flor,  se mantiene como nectario por un día, mientras que los estambres maduran y la flor se marchita. Esto libera la tensión en los pelos y libera a las moscas. La flor crece generalmente entre 15-30 cm de alto con las ramas trepadoras creciendo aproximadamente 1 metro.

## Ecología
Es una planta endémica de Chile, en ella se desarrolla el estado larval de la mariposa Battus polydamas archidamas (Boisduval,1836), donde habita desde Copiapó a Santiago hasta los 1.500 m s. n. m.

## Propiedades
Aristolochia chilensis tiene valor como planta ornamental y medicinal. Aristolochia chilensis contienen ácido aristolóquico. Normalmente, esto se ha utilizado en la medicina tradicional china para ayudar con dolencias de úlceras en la boca y la artritis. Sin embargo, el uso de este ácido con fines medicinales ha sido prohibido en Europa desde 2001 y en China en 2003 debido a estudios que muestran que los ácidos son carcinógenos, mutágenos y nefrotóxicos; causando mucho más daño que bien. A pesar de que no tienen un olor agradable, a menudo, se utilizan para cubiertas vegetales en paisajes florales.

## Toxicidad
Toda la planta de Aristolochia chilensis contiene ácido aristolóquico, cuya ingestión puede suponer un riesgo para la salud.

## Taxonomía
Aristolochia chilensis fue descrita por  Bridges ex Lindl. y publicado en Edwards's Botanical Register 20: t. 1680. 1834.
Etimología
Aristolochia: nombre genérico que deriva de las palabras griegas aristos ( άριστος ) = "que es útil" y locheia ( λοχεία ) = "nacimiento", por su antiguo uso como ayuda en los partos.  Sin embargo, según Cicerón, la planta lleva el nombre de un tal "Aristolochos", que a partir de un sueño, había aprendido a utilizarla como un antídoto para las mordeduras de serpiente.

La aristoloquia se llamó ansí por parecer que a las mujeres socorría en el parto........La redonda tiene virtud contra todas las otras ponzoñas; mas la luenga resiste el daño de las serpientes y de cualquier veneno mortífero si se bebe una dracma della con vino y se aplica también por de fuera. Bebida con pimienta y con mirra expele el menstruo, las pares y la criatura del vientre; y lo mismo hace metida en la natura de la mujer. Pedacio Dioscórides Anazarbeo, acerca de la Materia Medicinal y de los venenos mortíferos. Andrés Laguna. 1566, Salamanca.

chilensis:, epíteto geográfico que indica su localización en Chile.
Sinonimia
- Aristolochia setigera Klotzsch
- Howardia setigera Klotzsch[10]